# Театры Латвии
Список театров Латвии.

## Театры

### Валмиера
- Валмиерский драматический театр

### Даугавпилс
- Даугавпилсский театр

### Елгава
- бывший Елгавский драматический театр

### Лиепая
- Лиепайский театр
- Лиепайский кукольный театр

### Рига
- Латвийский Национальный театр, бывший Латвийский театр драмы или Театр драмы имени А. Упита или Государственный академический театр драмы имени А. Упита Латвийской ССР
- Национальная опера (Латвия), бывший Государственный академический театр оперы и балета Латвийской ССР
- Латвийский театр кукол
- бывший Государственный театр юного зрителя Латвийской ССР
- Новый Рижский театр
- Театр Дайлес, до 1989 года — бывший Художественный академический театр им. Я. Райниса или Государственный академический Художественный театр имени Я. Райниса Латвийской ССР
- Рижский русский театр, бывший Рижский театр русской драмы